# 智利寶蓮燈魚
智利寶蓮燈魚，又名澳大利亚宝莲灯鱼，為輻鰭魚綱脂鯉目脂鯉亞目脂鯉科的其中一個種。分布於南美洲智利南部淡水流域，體長可達4公分，棲息在底中層水域，生活習性不明。